# Маевский, Анджей
А́нджей Мае́вский (пол. Andrzej Majewski; 12 ноября 1966, Вроцлав) — польский афорист, писатель, публицист, фельетонист, художник-фотограф, сценарист и режиссёр.
Автор книг: «Афоризмы и сентенции, которые либо потрясут мир, либо нет» (1999), «Афоризмы или, извините за выражение, Magnum in Parvo» (2000), «Афоризмы на любой случай» (2007). Победитель конкурса афористов им. Х. Штайнхауса (1995). Награда в конкурсе им. С. Е. Леца (2000). Афоризмы были опубликованы в нескольких десятках антологиях польской и мировой афористики, в том числе, издаваемых за рубежом. Афоризмы переведены на многие языки, в том числе, английский, немецкий, древнееврейский, румынский, чешский, корейский, турецкий. Творчество автора представляло польскую культуру в Германии в рамках проведения Года Германии-Польши 2005/2006. Автор сказки в стихах: «Адам неутомимый странник» (2002) и рифмованного справочника для детей: «102 совета для умных, вежливых и непослушных детей» (2003). Стихи и рассказы для детей печатаются в учебниках и детской прессе. Автор чёрно-белых фотографий для тома поэзии Аннелис Лангнер: «Du und Ich — Ты и я» (2004) и фотоальбома «Эфемерность вечности» (2005). Автор импрессионистических циклов фотографий: «Танец солнца в дожде» (2000), «Эфемерность вечности» (2004). Сценарист и режиссёр мультипликационного сериала «Клуб Радика» (2006/2007), показанного на канале TVP1. Сценарист образовательных сериалов: «Повседневная экономика» (2007) и «Экономика в школе» (2007). Президент Sapere Aude Foundation Польша. Председатель Экологического Общества НАШ ВРОЦЛАВ, общественник, организатор множества молодёжных конкурсов и мероприятий. Экономист, автор нескольких сотен статей по экономической и общественной тематике. Член общества «Менса» и военно-спортивного клуба Силезия Вроцлав, член-основатель Вроцлавского Автомотоклуба. Победитель Польского Кубка ралли автомотоклубов (1998).
Литературное и поэтическое творчество:
- « Афоризмы и сентенции, которые либо потрясут мир, либо нет» (1999);
- « Афоризмы или, извините за выражение, Magnum in Parvo» (2000);
- «Адам неутомимый странник» (2002);
- "102 совета для умных, вежливых и непослушных детей " (2003);
- « Афоризмы на любой случай» (2007);

Фотографическое творчество:
- «Du und Ich — Ты и я» (2004) авт. Аннелис Лангнер; чёрно-белые фотографии;
- «Эфемерность Вечности» (2005) авторский альбом; цветные фотографии;

Основные фотовыставки:
- «Эфемерность Вечности» (Вроцлав — Городской музей, Ратуша 2004);
- «Эфемерность Вечности» (Варшава — Столичный музей города Варшавы 2005);

Кинематографическое творчество:
- «Клуб Радика» сериал (2006/2007) сценарий, режиссура, песня к фильму;
- « Повседневная экономика» воспитательный сериал (2007) сценарий;
- « Экономика в школе» воспитательный сериал (2007) сценарий.

Афоризмы
- Алкоголь — единственная жидкость, обладающая уникальным свойством течь снизу вверх.
- Цель, которая должна оправдывать средства, достойна этих средств.
- Иногда терновый венец бывает из лавровых листьев.
- Если у человека есть выбор, он обычно выбирает добро. Зло выбирает тогда, когда ему кажется, что у него нет выбора.
- На человека сваливается всё больше информации, которая имеет для него всё меньшее значение.
- Человек, который часто видит дно бутылки, быстро замечает, что оказался на дне.
- Человек выдумал машину для того, чтобы удобно сидеть, стоя в пробках.
- Только пусти человека к кормушке — он моментально превратится в свинью.
- Дерево, лишённое корней, падает, человек тоже.
- Идиотов не обязательно искать днём с огнём — сами лезут туда, где светлее и теплее.
- Чем у человека меньше принципов, тем легче ему с ними расстаться.
- Будешь кричать — многие тебя услышат; будешь говорить тихо — многие тебя поймут.
- Хочешь быть сильным — упорно тренируйся; хочешь всегда выигрывать — не борись.
- Если женщина создана из мужчины, то даже невооруженным глазом видны определённые недостатки.
- Если слово — серебро, а молчание — золото, то слушание — платина.
- Боишься захлебнуться — не пей. Но тогда умрёшь от жажды.
- Единственным недостатком совершенного человека является отсутствие недостатков.
- Хочешь жить после смерти — стань художником, хочешь жить при жизни — стань банкиром.
- Канал телевидения — что за меткое название!
- Каждый человек живёт в мире, созданном его воображением под собственные нужды.
- Когда дьявол идёт по Уолл Стрит, его рога прикрывает чёрный котелок, вместо копыт для отвода глаз стучит серебряной тростью, а сзади тянется хвост из кредитных карт.
- Когда-то славы достигали личности крупного масштаба, сегодня — малого экрана.
- Женщина как река — чем мельче, тем больше мужчин в ней тонет.
- Женщина — самый лучший друг мужчины, но самый верный — собака.
- Женщина — самое красивое украшение мужчины, и самое дорогое.
- Женщина вянет, если её поливать слёзами.
- Женщины не глупы. Они просто стараются понравиться мужчинам.
- Лечение должно стоить дорого, ведь деньги в гроб не возьмёшь.
- Мудрец сомневается, глупец знает точно. И в этом их сила.
- Мужчина на необитаемый остров взял бы с собой женщину и, на всякий случай, топор.
- Говорят, что революция пожирает своих детей, что ещё хуже — пожирает и внуков.
- Охотник иногда становится дичью, особенно когда ветер подует в другую сторону.
- Природа знает своё дело. Люди на старости лет впадают в детство, чтобы могли найти общий язык с внуками.
- Никогда не проклинай болезни, лучше проси о здравии.
- Многие из «фигур» — обыкновенные фигуранты.
- Ненависть как Гидра: чем больше голов отрубаешь, тем она сильнее.
- Раб мечтает о свободе, свободный человек — о богатстве, богач — о власти, властелин — о свободе.
- Мчась всё время вперёд, помните, что Земля — круглая.
- Политики говорят о лучшем будущем, и действительно, это лучшее всегда в будущем.
- Политика — это большое искусство. Надо убедить людей, что они должны платить за то, что их обкрадывают.
- Политиков связывают сложные отношения: в средствах массовой информации они притворяются, что ссорятся, а в жизни — что дружат.
- Слава как магнит: с одной стороны отталкивает друзей, а с другой — притягивает врагов.
- Старость милосердна: прежде чем лишить жизни, лишает желания жить.
- Тот унижает другого человека, кто хочет свести его до своего уровня.
- Только великие люди могут одновременно держать голову в облаках и твёрдо ступать по земле.
- В человеке живёт и бог и сатана, сам он исполняет только роль швейцара.
- В жизни как на качелях: раз ты вверху, раз внизу, но всегда качаешься.
- Недостатком бездумного человека является не то, что он не думает, а то, что он думает, что он думает.
- Чуточку удачи важнее килограмма заслуг.
- Современная цивилизация чрезвычайно компьютерроризирована.
- С женщиной как с ресницей. Незаметно попадёт в глаз. Быстро причинит тебе боль, а как пробуешь от неё избавиться — тонешь в море слёз.
- Обычно кто пустой — тот и порожний.
- Желудок поддерживает жизнь человека. Его мозг делает его бессмертным.
- Жизнь — это очень опасное занятие. Смертность достигает ста процентов.
- Жизнь — это единственная игра, в которой независимо от выбранной стратегии результат известен заранее.
- Жизнь женщины устлана розами: что ни шаг — то колючка, иногда — цветок.
- Жизнь — это такой странный театр, где трагедия переходит в фарс, сценарий пишут сами актёры, суфлёр — это совесть, и не известно, когда под ногами провалится люк.